# Grammetal
Grammetal é um município da Alemanha, situado no distrito de Weimarer Land, no estado da Turíngia. Tem 88,28 km² de área, e sua população em 2019 foi estimada em 6.519 habitantes. Foi criado em 31 de dezembro de 2019, após a fusão dos antigos municípios  Bechstedtstraß, Daasdorf am Berge, Hopfgarten, Isseroda, Mönchenholzhausen, Niederzimmern, Nohra, Ottstedt am Berge e Troistedt.